# 山辺六郎
山辺 六郎（山邊 六郎、やまべ ろくろう、1903年5月1日 - 1983年1月18日）は、日本の会計学者。
東京市浅草区生まれ。1931年東京商科大学（現一橋大学）卒、1961年「原価計算論 管理会計としての原価計算」で一橋大学より商学博士の学位を取得。1931年横浜専門学校教授、1935年長崎高等商業学校教授、1949年学制改革により長崎大学経済学部教授となり、1950年横浜国立大学経済学部教授兼横浜経済專門学校教授兼九州大学講師兼長崎経済專門学校講師、1951年企業会計基準審議会臨時委員、1953年公認会計士審査会（第二次）試験委員、1963年学部長、1966年定年退官し名誉教授、1969年青山学院大学教授、1972年亜細亜大学教授となる。没後従三位に叙せられ勲二等瑞宝章を受勲した。

## 著書
- 『工業簿記の研究』三省堂 1937
- 『商業簿記撮要 上巻』平野書店 1938
- 『アメリカ公益企業会計』産業経理協会 産業経理叢書 1948
- [標準原價計算』千倉書房 1949
- 『原価計算精説』白桃書房 1954
- 『最新原価計算精説』白桃書房 1958
- 『原価計算論 管理会計としての原価計算』千倉書房 1961
- 『現代原価計算精説』白桃書房 1969
- 『原価計算の基礎』白桃書房 1974

共著
- 『内部統制』青木茂男共著 日本経済社 経営技術全書 1951

### 翻訳
- 『レーマン原価計算』訳註 高陽書院] 1934
- シュマーレンバッハ『価格政策論』訳解 森山書店 1938
- 米国原価会計士協会編『標準原価計算の実際』白桃書房 1956